# Mozaffar Baghai

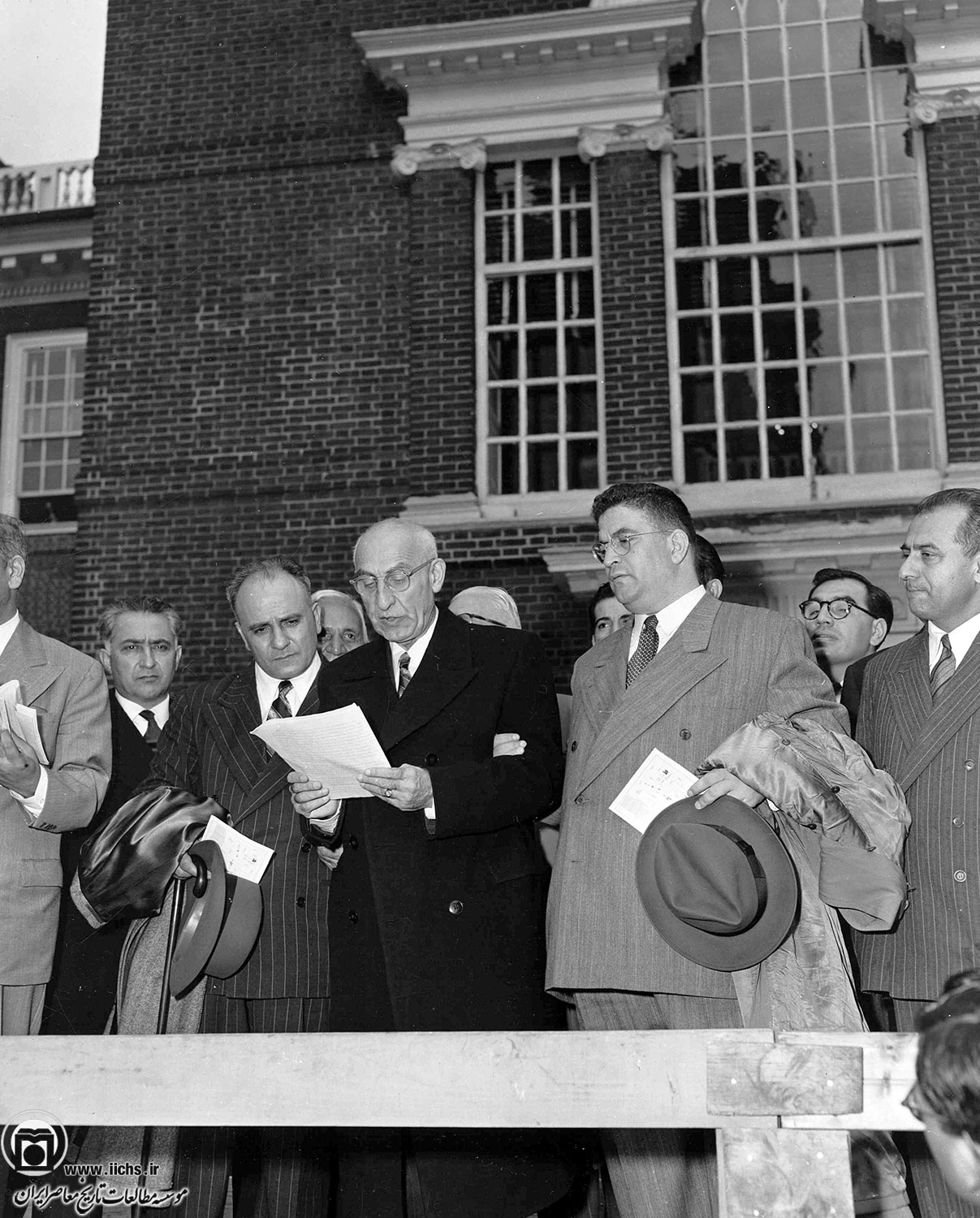
Le Premier ministre Mossadegh avec Mozaffar Bagha’i (avec chapeau) en 1951 aux États-Unis.

Mozaffar Bagha’i-Kermani, né le 23 juillet 1912 à Kerman et mort le 17 novembre 1987 à Téhéran) est un politicien iranien et cofondateur du Front national de l'Iran.

## Vie

### Enfance et jeunesse
Mozaffar Baqa’i est, selon ses propres Informations, né le 23 juillet 1912 à Kerman. D'autres sources le font naître en 1908. Son père a d'abord travaillé en tant que juge, qui a repris le poste de directeur de la première École moderne à Kerman. Le père de Mozaffar a participé activement à la révolution constitutionnelle, et fut élu député au Parlement élu, et s'installa avec sa famille à Téhéran.
À Téhéran, Mozaffar a très jeunefréquenté le Dar-ol Fonun , puis il fut inscrit au Lycée jésuite français Saint-Louis. En 1929, il reçut une bourse d'état pour étudier à l'étranger. Mozaffar alla en France, et a étudié la philosophie à Limoges et à Saint-Claude. Après neuf ans, il revint en Iran en 1938.

### Carrière Académique
Mozaffar Baqa’i a commencé sa carrière professionnelle en tant que professeur dans un lycée et en tant que professeur à l'école normale. Après son service militaire, il a été professeur à l'université de Téhéran. Il y enseignait à la faculté des sciences humaines. À partir de ce moment, il fut appelé Dr Bagha’i. Après la création du Parti communiste Tudeh, on demanda à Baghai d'y adhérer. Bagha’i rejeta l'offre, selon ses propres informations. Au lieu de cela, il a fondé son propre parti, le Parti de l'union nationale, à l'idéologie nationale-démocratique.
Après la fin de la Seconde Guerre mondiale, Baghai devint Chef de l'Antenne du ministère de l'éducation nationale à Kerman nommé et déménagea à Kerman. Son parti, manquant d’adhérents, disparut. Bagha’i entra au Parti démocratique, dont le président était le Premier ministre Ahmad Qavam. En tant que membre du Parti démocrate, il fut élu au Parlement iranien (Majlis).

### Fondation du Parti
Bagha’i quitta le Parti démocratique au début des années 1950, et a fondé avec Chalil Maleki, un ancien membre du Tudeh Parti, le Parti des travailleurs. Les objectifs de la politique du Parti étaient la « préservation de la monarchie constitutionnelle, l'abolition des privilèges de la classe dirigeante, la prise en charge des petites et moyennes entreprises, de l'indépendance nationale et la lutte contre toutes les formes de l'impérialisme, y compris l'Impérialisme russe et de la cessation de la lutte des classes à travers l'amélioration des relations entre les travailleurs et les entrepreneurs ». Bagha’i prit la présidence du parti et écrit des éditoriaux du journal du Parti travailliste. Le Parti travailliste fut membre de la coalition parlementaire connue comme le Front national, politiquement très réussi.

### Le soutien de Mohammad Mossadegh
Dans la phase de création du Front national, le Parti travailliste travailla en étroite collaboration avec Mohammad Mossadegh, et là, Mozaffar Baqa’i, utilisant sa popularité, discuta avec le chah Mohammad Reza Pahlavi de la possibilité qu'il puisse assumer le poste de Premier ministre.
Bagha'i eut ensuite l'obligation de faire adopter la nationalisation des Appareils et installations de traitement de l'Anglo-Iranian Oil Company, proposée le 24 décembre 1950 dans la 96eRéunion de la 16e législature du Parlement iranien, en tant que Résolution, et qui recueillit un total de 9 signatures parlementaires. Baghai réussit cependant à éviter d'avoir besoin de 11 signatures, comme il était d'ordinaire le cas.
Mais elle ne devait pas arriver. Après l'assassinat du premier ministre Haj Ali Razmara le 7 mars 1951 par Chalil Tahmassebi, un membre des Fedajin-e Islam, au lieu de Baqa’i, Mohammad Mossadegh devint Premier ministre. Razmara, un adversaire de la nationalisation brutale de l'Anglo-Iranian Oil Company avait été violemment attaqué par Mossadegh au Parlement. Un groupe d'hommes politiques, dont Baqa’i et Navab Safavi, le fondateur de la Fedajin-e Islam, décida que pour mener la nationalisation à bien Razmara devait être éliminé.
Après les coups de feu mortels de Tahmassebi, il eut un vif débat au Parlement. Baqa’i a été l'un des Parlementaires, qui considéra le meurtrier de Razmara comme un patriote et un héros qui devait être célébré et demanda sa Libération. En novembre 1952, il était sur la même position. Le tueur de Razmara fut, en raison de l'ayatollah Abol-Ghasem Kaschani qui l'ordonna, avec le soutien des députés du Front national et du Parlement iranien, gracié et remis en liberté. Le Premier ministre Mossadegh le reçut immédiatement après sa libération, dans son bureau.

### Rupture avec Mossadegh
En tant que Premier ministre, Mossadegh, commença à régner de plus en plus sans le Parlement par décrets-lois et se brouilla avec Baghai. À l'Apogée de la crise d'Abadan, Bagha’i l'avertit qu'une trop étroite collaboration avec le Parti communiste Tudeh entraînerait l'Iran vers un destin similaire à celui des démocraties européennes, notamment, de la Tchécoslovaquie. Selon Baghai, le Parti Tudeh, comme les partis communistes de l'Europe de l'Est bourgeoise, allait rendre le gouvernement de Mossadegh dépendant de ses politiques, et plus tard chercherait à prendre le pouvoir. La rupture entre Bagha’i et Mossadegh eut lieu clairement quand Mossadegh organisa un référendum sur la dissolution du Parlement - ce qui lui permettrait de prolonger ses pouvoirs. Baqa’i avait désormais la conviction que Mossadegh était définitivement démasqué comme un despote qui, pour le maintien de son propre pouvoir, utiliserait l'aide du Parti communiste Tudeh pour se débarrasser de la Monarchie. Au cours de ce débat politique, il rompit également avec Maleki, le cofondateur du Parti travailliste, que Mossadegh pris de suite sous son aile.
En août 1953, Baghai collabora avec le général Fazlollah Zahedi  pour renverser Mossadegh. Dans sa coopération avec Zahedi, Baghai cherchait surtout à empêcher une prise de Pouvoir communiste en Iran. Lors d'une réunion dans la maison de Baghai, fut décidé l'assassinat du chef de la Police de Mossadegh, le général Mahmud Afshartous. Hossein Chatibi, responsable de l'énlèvement et du meurtre du général Afshartous affirma, que l'on avait retrouvé des documents d'Afshartous planifiant une arrestation de tous les Agents de la CIA en Iran, et qui auraient dû être remis à Baqa'i, instigateur de l'entreprise. Baqa’i l'a toujours nié.

### Baghai et la politisé du clergé
Dans les années 1960, autour de l'ayatollah Khomeini s'organisa l'opposition à la politique de réformes du Shah, ce à quoi Baqai prit de la distance. Plus populaire que Khomeini, cependant, à la suite des pressions de ses propres camarades de parti, il soutint les membres du clergé. En juin 1963, était Khomeini fut arrêté, et il y eut des protestations et des émeutes de la part des opposants à la révolution blanche. Baqai publia une lettre ouverte dans laquelle il invitait les personnes détenues ou sous assignation à résidence à reconnaître Khomeini en tant que chef des Chiites. En privé, il se gardait bien de considérer Khomeini comme un meneur. Pour Baqai, l'Iran était sur la voie de la révolution, et cherchait semble-t-il à revenir en politique pour peut-être devenir Premier ministre. Le 7 mars 1964, le Premier ministre Asadollah Alam démissionna. Ce ne fut toutefois pas Baghai, mais Hassan Ali Mansour qui devint Premier ministre. Mansour tint le 5 avril 1964, un discours dans lequel il proposait de négocier la paix avec le clergé. Le jour suivant, l'ayatollah Chomeini fur relâché de résidence surveillée et escorté pour son retour à Qom.

### Campagne contre le Status of Forces Agreement
La réussite de la coopération entre Bagha’i et Khomeini devait se terminer par un scandale le 23 octobre 1964. Bagha‘i avait ce jour-là publié un pamphlet contre le Status of Forces Agreement est publiée en Iran stationnées US-Militärberatern Immunités conformément à l'article 38 de la convention de Vienne sur les relations diplomatiques de 1961 accordé. Le gouvernement Alam avait négocié l'accord mais il n'avait pas encore été adopté par le Parlement. Pour Bagha’i, cet accord était comparable avec les traité de capitulation signés le 16 février 1857 entre le Gouvernement britannique et Nāser al-Dīn Shah. À l'époque des capitulations, les iraniens s'étaient quasiment retrouvés sous la juridiction des ressortissants britanniques, ce qui avait été exclu par le Status of Forces Agreement, qui n'accordait qu'une immunité aux américains en mission, et n'était en aucune façon comparable au capitulations. Mais l'utilisation du mot « capitulation » était pour les Iraniens synonyme de privation des droits politiques, d'exploitation économique et de domination, et donc, excellent pour une campagne politique contre le gouvernement du Premier ministre Mansour.
Baghai avait compris que Khomeini voulait l'assimiler à la politique suivie par la politique de Mansour dans le cadre de la révolution blanche, et profiter de l'agitation politique pour lutter contre. Khomeiny tint le 26 octobre 1964, jour de l'anniversaire du Shah, un discours enflammé dans lequel il décrivit l'accord comme une trahison politique de l'Iran pour le compte des États-Unis.
La patience du chah avec Khomeini arriva à son terme. Au lieu d'être arrêté et traduit en justice, Khomeini fut certes arrêté le 4 novembre 1964 mais envoyé en exil en Turquie (Bursa) sous escorte militaire.
Ce fut une erreur, qui créa des problèmes politiques avec le clergé à clarifier et eut à se clarifier, entraîna des manifestations violentes, et surtout coûta la vie au Premier ministre Mansour, le 22 janvier 1965. Il fut assassiné quelques jours avant le premier anniversaire de la révolution blanche, dans sa voiture, vers 10h, devant le Parlement. Mansour voulait tenir son premier discours sur l'État de la révolution blanche devant le Parlement. Mansour descendit de Voiture. Mohammad Bocharaii, un membre de la Fedajin-e Islam, se glissa dans la foule, où le Premier ministre s'attarda serrer quelques mains, visa Mansour et tira trois Fois. Mansour fut placé dans la voiture et immédiatement évacué à l'hôpital, où, après cinq jours, il décéda. Mohammad Reza Chah nomma en remplacement Amir Abbas Hoveyda, un confident de Mansour, jusqu'à sa confirmation par le Parlement à la fonction de Premier ministre. Hoveyda resta ensuite Premier ministre pendant 13 ans.
Baqa’i, qui avait activement participé à la campagne contre le gouvernement Mansour échappa cependant aux persécutions de la SAVAK, même s'il fut étroitement surveillé.

### Révolution islamique
Après la révolution islamique, Baghai quitta l'Iran et vécut quelques années aux États-Unis. Au milieu des années 1980, il revint, malgré les avertissements de ses amis, en Iran, où il fut rapidement arrêté. Après qu'un ancien ami, Hassan Ayat, candidat malheureux à l'élection présidentielle de 1980, eut été assassiné en 1981, Baghai avait perdu tout lien dans l'équipe de direction de la République islamique. On l'accusait d'avoir violé les lois islamiques à multiples reprises, selon des documents trouvés chez lui. Un mois plus tard, il quitta la prison pour cause d'âge avancé.
Mozaffar Bagha’i-Kermani, est décédé le 17 novembre 1987.

## Littérature
- Abbas Milani, Eminent Persians. Syracuse University Press, 2008, Vol. 1, p. 111-118.